# Hans Blüher
Hans Blüher (Freiburg in Schlesien, 17 febbraio 1888 – Berlino, 4 febbraio 1955) è stato un giornalista e scrittore tedesco, esponente di spicco dell'ala di estrema destra del primo movimento omosessuale tedesco anteriore al nazionalsocialismo.

## Fama
Blüher divenne celebre nel periodo della prima guerra mondiale con la pubblicazione di Wandervogel (1912) e di Die Rolle der Erotik in der männlichen Gesellschaft (Il ruolo dell'erotismo nella società maschile), pubblicato in due volumi nel 1917 e 1919.
La tesi centrale di queste opere era che la cooperazione maschile avrebbe dominato le strutture sociali (prendendo ad esempio il movimento giovanile Wandervogel, e più in generale, l'esercito e lo stato) prima che gli studi sull'omosessualità latente fossero stati completamente approfonditi.

## Il silenzio e il declino

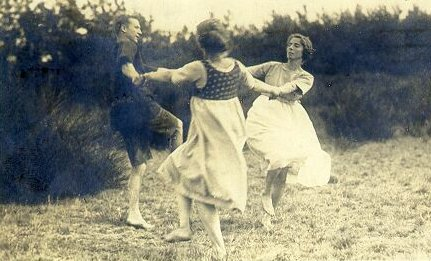
Membri della «Wandervogel» danzanti, 1925

Le sue posizioni razziste (in particolar modo antisemite) ed antifemministe, che vennero spesso criticate, lo portarono a simpatizzare per lo NSDAP. Le sue idee sull'"alleanza virile" fra maschi, contro l'influenza "svirilizzante" della donna, erano però viste con ostilità dalle gerarchie naziste, specie dopo che la notte dei lunghi coltelli ebbe liquidato fisicamente il gruppo di persone più sensibili alle teorizzazioni di Blüher, in quanto omosessuali esse stesse. In un discorso segreto tenuto da Himmler alle SS nel 1937 le idee di Blüher sono espressamente indicate come pericolose e da contrastare.
Durante la dittatura nazista Blüher smise completamente di pubblicare: in cambio le autorità gli permisero di vivere indisturbato, risparmiandogli il destino di migliaia di omosessuali in quel periodo.
Blüher riprese a pubblicare nel dopoguerra, ma le sue idee risultavano troppo legate al clima culturale della Repubblica di Weimar per ottenere un qualche successo.
Un tentativo di rilanciare il suo pensiero, compiuto da un gruppo gay francese di destra, ha portato a tradurre in quella lingua alcune sue opere, ma non ha avuto seguito. Pertanto oggi l'interesse di Blüher e del suo lavoro può essere considerato unicamente di tipo storico.

## Opere
- Die Achse der Natur. System der Philosophie als Lehre von den reinen Ergebnissen der Natur, Stuttgart 1952
- Die Aristie des Jesus von Nazareth. Philosophische Grundlegung der Lehre und der Erscheinung Christi, Prien, 1921
- Die deutsche Renaissance. Von einem Deutschen, Prien 1924
- Die humanistische Bildungsmacht, Leipzig 1928
- Deutsches Reich, Judentum und Sozialismus, Prien, 1920
- Einer der Homere und anderes in Prosa, Leipzig 1914
- Die Elemente der deutschen Position. Offener Brief an den Grafen Keyserling in deutscher und christlicher Sache, Berlin, 1927
- Die Erhebung Israels gegen die christlichen Güter, Hamburg, 1931
- Führer und Volk in der Jugendbewegung, Jena, 1917
- Der Judas wider sich selbst. Aus den nachgelassenen Papieren von Artur Zelvenkamp, Berlin 1922
- Mehrehe und Mutterschaft. Ein Briefwechsel mit Milla von Brosch, Jena 1919
- Merkworte für den freideutschen Stand, Hamburg 1919
- Philosophie auf Posten. Gesammelte Schriften 1916 – 1921, Heidelberg 1928
- Die Rede des Aristophanes. Prolegomena zu einer Soziologie des Menschengeschlechtes, Hamburg, 1966
- In medias res. Grundbemerkungen zum Menschen, Jena 1919
- Die Rolle der Erotik in der männlichen Gesellschaft, 2 voll., Jena 1917-1919
- Secessio Judaica. Philosophische Grundlegung der historischen Situation des Judentums und der antisemitischen Bewegung, Berlin 1922
- Der Standort des Christentums in der lebendigen Welt, Hamburg 1931
- Streit um Israel, Hamburg 1933. Scritto insieme con Hans-Joachim Schoeps
- Traktat über die Heilkunde insbesondere die Neurosenlehre, Jena 1926
- Wandervogel. Geschichte einer Jugendbewegung, 2 voll., Berlin-Tempelhof 1912
- Die Wandervogelbewegung als erotisches Phänomen, Berlin-Tempelhof 1912
- Werke und Tage (Geschichte eines Denkers). Autobiographie, München 1953
- Die Wiedergeburt der platonischen Akademie, Jena 1920